# Bunsenit
Bunsenit, veraltet auch als Nickeloxydul und unter der chemischen Bezeichnung Nickel(II)-oxid bekannt, ist ein sehr selten vorkommendes Mineral aus der Mineralklasse der „Oxide und Hydroxide“ mit der chemischen Zusammensetzung NiO.
Bunsenit kristallisiert im kubischen Kristallsystem und entwickelt meist sehr kleine, oktaedrische Kristalle von dunkel pistaziengrüner Farbe. Seine Strichfarbe ist dagegen braunschwarz. Die Oberflächen der durchsichtigen bis durchscheinenden Kristalle zeigen einen glasähnlichen Glanz.

## Etymologie und Geschichte

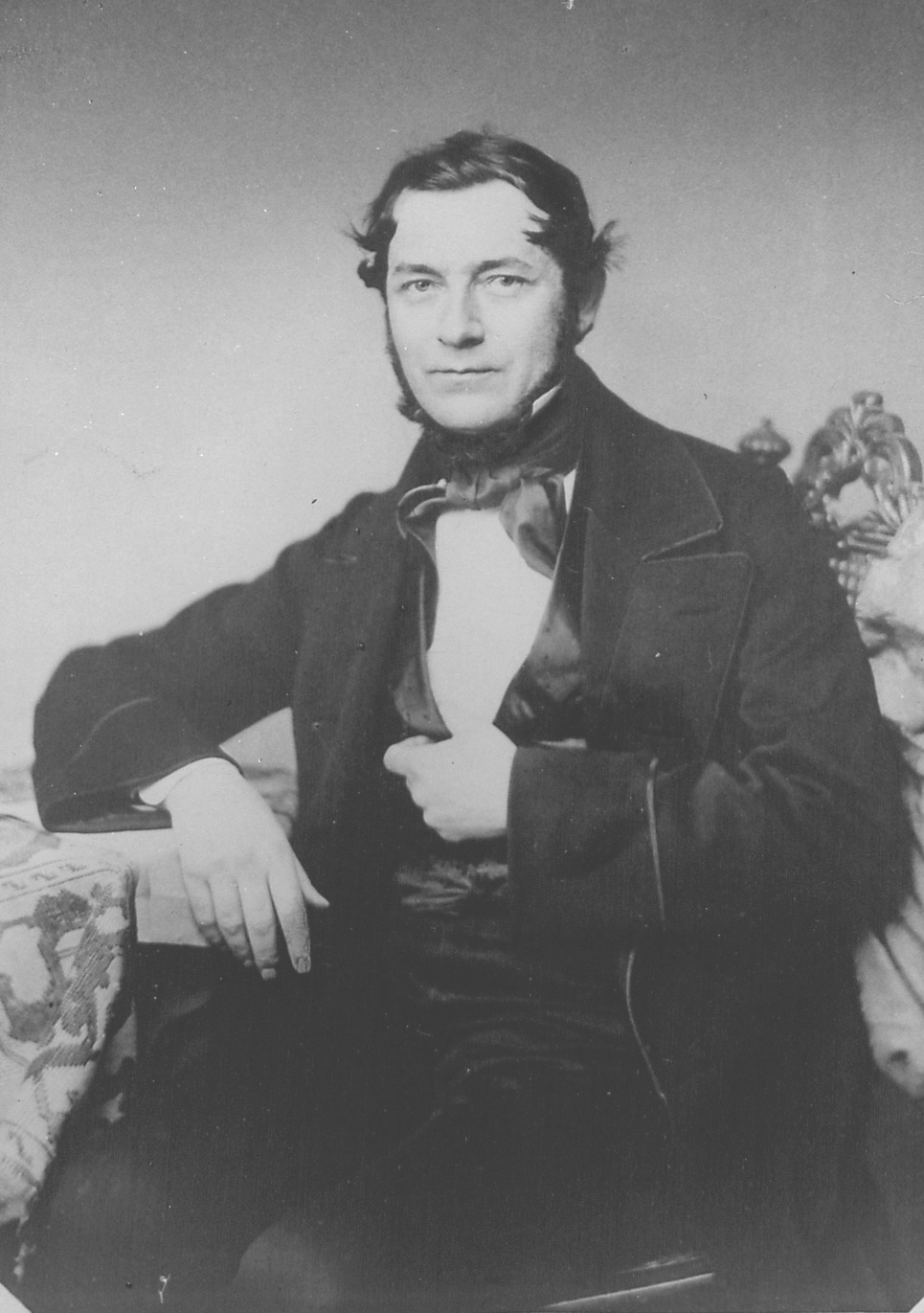
Robert Bunsen
zwischen 1852 und 1877

Erstmals beschrieben wurde das Mineral 1858 von Carl Wilhelm Bergemann, der es zunächst als Nickeloxydul bezeichnete. Er entdeckte es an einer Probe aus der Umgebung von Johanngeorgenstadt im Erzgebirge, die er von dem Mineralogen und Mineralienhändler Adam August Krantz erhalten hatte. Dieser wiederum hatte die Probe in einer 1857 in Schneeberg aufgekauften Sammlung gefunden.
Insgesamt konnte Bergemann drei neue Minerale auf der Stufe identifizieren, namentlich neben dem Nickeloxydul noch Aerugit und Xanthiosit. Ersteres war dabei bereits durch Henri Victor Regnault und Robert Wilhelm Bunsen als „künstliches krystallinisches Nickeloxydul“ bekannt.
Seinen bis heute gültigen Namen Bunsenit erhielt das Mineral 1868 durch James Dwight Dana, der das Mineral nach Robert Wilhelm Bunsen benannte.

## Klassifikation
In der veralteten 8. Auflage der Mineralsystematik nach Strunz gehörte der Bunsenit zur Mineralklasse der „Oxide und Hydroxide“ und dort zur Abteilung „Verbindungen mit M2O und MO“, wo er gemeinsam mit Calciumoxid, Manganosit, Monteponit, Periklas und Wüstit sowie im Anhang mit Murdochit in der „Periklas-Reihe“ mit der Systemnummer IV/A.04 steht.
In der zuletzt 2018 überarbeiteten Lapis-Systematik nach Stefan Weiß, die formal auf der alten Systematik von Karl Hugo Strunz in der 8. Auflage basiert, erhielt das Mineral die System- und Mineralnummer IV/A.04-030. Dies entspricht der Klasse der „Oxide und Hydroxide“ und dort der Abteilung „Oxide mit dem Stoffmengenverhältnis Metall : Sauerstoff = 1 : 1 und 2 : 1 (M2O, MO)“, wo Bunsenit zusammen mit Calciumoxid, Manganosit, Monteponit, Murdochit, Palladinit, Periklas und Wüstit die „Periklasgruppe“ mit der Systemnummer IV/A.04 bildet.
Die von der International Mineralogical Association (IMA) zuletzt 2009 aktualisierte 9. Auflage der Strunz’schen Mineralsystematik ordnet den Bunsenit in die Klasse der „Oxide (Hydroxide, V[5,6]-Vanadate, Arsenite, Antimonite, Bismutite, Sulfite, Selenite, Tellurite, Iodate)“ und dort in die Abteilung „Metall : Sauerstoff = 2 : 1 und 1 : 1“ ein. Hier ist das Mineral in der Unterabteilung „Kation : Anion (M : O) = 1 : 1 (und bis 1 : 1,25); mit nur kleinen bis mittelgroßen Kationen“ zu finden, wo es zusammen mit Calciumoxid, Manganosit, Monteponit, Periklas und Wüstit die „Periklasgruppe“ mit der Systemnummer 4.AB.25 bildet.
In der vorwiegend im englischen Sprachraum gebräuchlichen Systematik der Minerale nach Dana hat Bunsenit die System- und Mineralnummer 04.02.01.02. Das entspricht der Klasse der „Oxide und Hydroxide“ und dort der Abteilung „Oxide“. Hier findet er sich innerhalb der Unterabteilung „Einfache Oxide mit einer Kationenladung von 2+ (AO)“ in der „Periklasgruppe (Isometrisch, Fm3m)“, in der auch Periklas, Manganosit, Monteponit, Calciumoxid, Wüstit und Hongquiit eingeordnet sind.

## Kristallstruktur

Kristallstruktur von Bunsenit

Bunsenit kristallisiert im kubischen Kristallsystem mit der Raumgruppe Fm3m (Raumgruppen-Nr. 225) mit dem Gitterparameter a = 4,18 Å sowie vier Formeleinheiten pro Elementarzelle. Die Kristallstruktur entspricht der von Natriumchlorid.

## Bildung und Fundorte
Bunsenit bildet sich in Nickelerzen unter hydrothermalen Bedingungen bei etwa 730 °C und weniger als 2000 bar durch Metamorphose. Je nach Fundort ist das Mineral mit verschiedenen Begleitmineralen anzutreffen. So tritt es an seiner Typlokalität nahe Johanngeorgenstadt in Sachsen in Vergesellschaftung mit Bismut, Annabergit, Aerugit und Xanthiosit auf.
Als sehr seltene Mineralbildung ist Bunsenit bisher (Stand 2018) nur in wenigen Proben von weniger als 10 Fundorten bekannt, wobei er in Deutschland außer bei Johanngeorgenstadt noch in der Umgebung der nahe gelegenen Stadt Marienberg und etwa 1,5 km nordwestlich davon auf der Abrahamhalde am Schacht 139 (nicht zu verwechseln mit dem Vater Abraham Schacht, Wismutschacht 152) bei Lauta in Sachsen sowie in der Kochhütte (auch August-Bebel-Hütte) bei Helbra in Sachsen-Anhalt gefunden werden konnte.
In einer Nickel-Lagerstätte und der Talkgrube Scotia bei Bon Accord in der südafrikanischen Provinz Mpumalanga trat Bunsenit in Begleitung von Liebenbergit, Trevorit, Violarit, Millerit, Gaspéit, Nimit und dem dort erstmals entdeckten und nach dessen Typlokalität benannten Bonaccordit auf. Daneben konnte Bunsenit noch im Morokweng-Krater gefunden werden, der durch den Einschlag eines Asteroiden entstand und 1994 in der Kalahari-Wüste entdeckt wurde.
Weitere bisher bekannte Fundorte sind die Lagerstätte Kambalda im Coolgardie Shire des australischen Bundesstaates Western Australia, die alte Goldgräberstätte Sarggejok (Sargejok) bei Karasjok in der norwegischen Provinz (Fylke) Finnmark und eine Gold-Lagerstätte am Fluss Aidyrlya in der russischen Oblast Orenburg.